# USS Independence (CV-62)
USS Independence (CV/CVA-62) là một tàu sân bay của Hải quân Hoa Kỳ. Nó là chiếc thứ tư, cũng là chiếc cuối cùng, của lớp siêu hàng không mẫu hạm Forrestal chạy bằng năng lượng thông thường. Nó là chiếc tàu chiến thứ năm của Hải quân Mỹ, và là chiếc tàu sân bay thứ hai, mang cái tên này. Nó nhập biên chế năm 1959, và trải qua phần lớn thời gian ban đầu hoạt động tại Địa Trung Hải, nhưng cũng từng tham gia trong cuộc Chiến tranh Việt Nam vào năm 1965.
Sau 39 năm phục vụ, Independence được cho xuất biên chế vào năm 1998. Bị bỏ không trong nhiều năm tại Xưởng hải quân Puget Sound, Bremerton, Washington, cuối cùng con tàu cũng được kéo đi vào ngày 10 tháng 3 năm 2017. Nó đi đến Brownsville, Texas vào ngày 1 tháng 6 năm 2017 để bắt đầu được tháo dỡ.

## Thiết kế và chế tạo

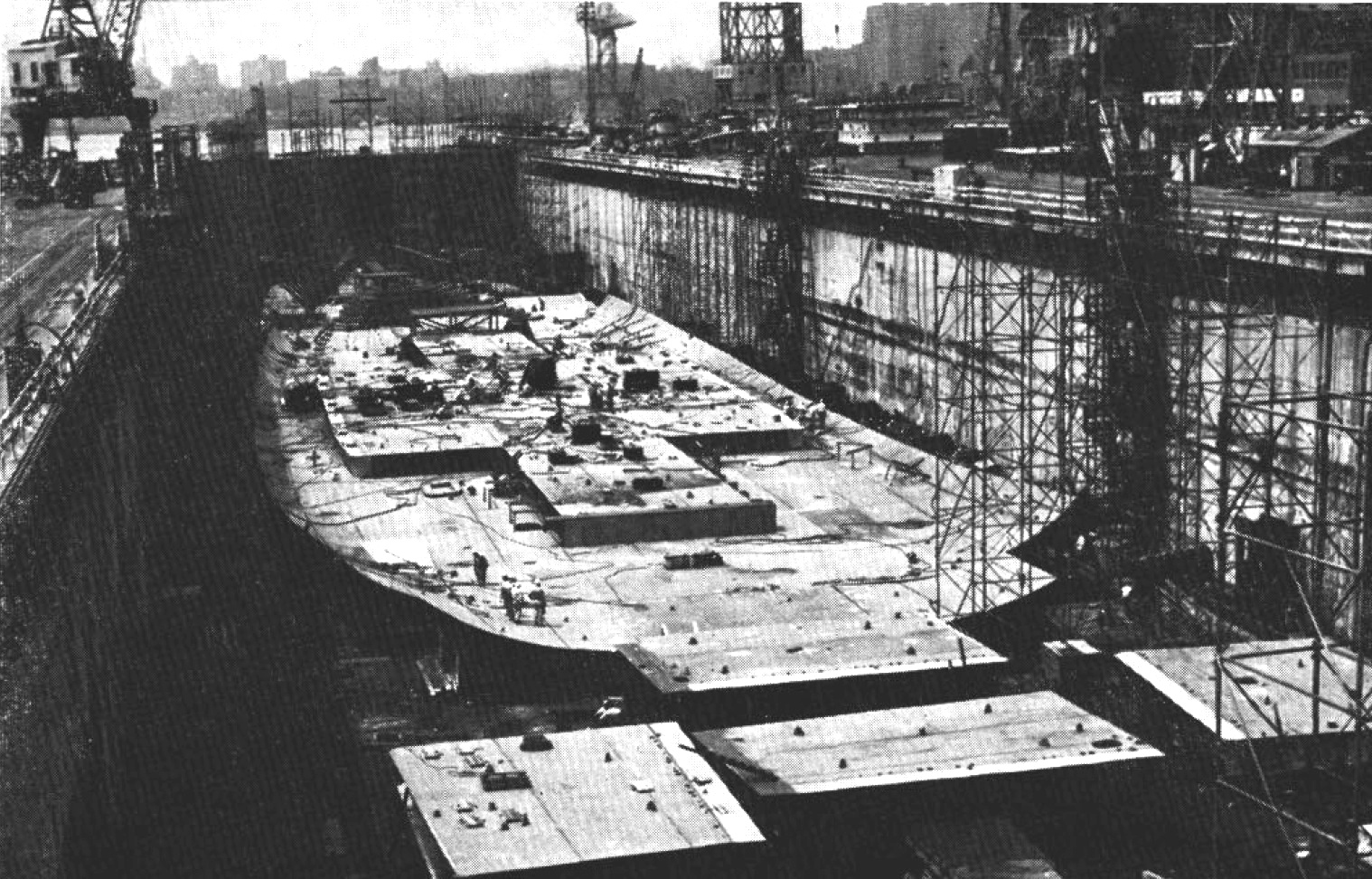
Independence đang được chế tạo tại Xưởng hải quân Brooklyn, 1955

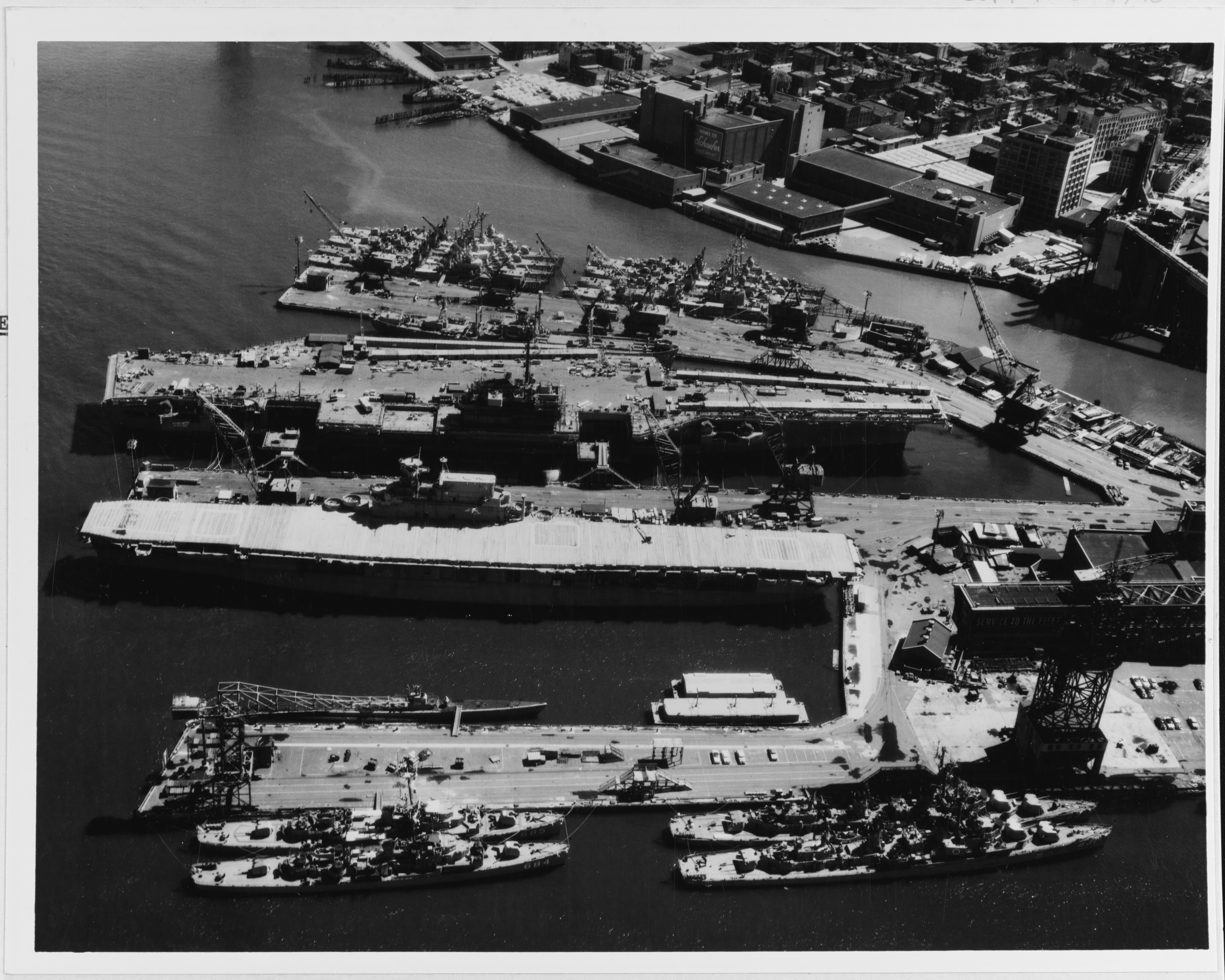
Independence đang được trang bị tại Xưởng hải quân Brooklyn, tháng 6 năm 1958; tàu sân bay ở đối diện đang chuẩn bị để loại bỏ

Lớp Forrestal được thiết kế vào đầu thập niên 1950 như là một phiên bản nhỏ hơn của dự án siêu hàng không mẫu hạm USS United States (CVA-58) bị hủy bỏ. Không giống như lớp United States, chúng được sử dụng trong cả các đòn tấn công hạt nhân lẫn vũ khí thông thường, nên dự định sẽ mang theo một không đoàn máy bay hỗn hợp bao gồm máy bay tiêm kích, máy bay cường kích hạng nhẹ và ném bom, tất cả đều là máy bay phản lực. Những tàu sân bay mới được thiết kế chung quanh kiểu máy bay ném bom mới Douglas A3D Skywarrior, với bốn thang nâng đủ lớn cho những kiểu máy bay mới nhất. Vì máy bay phản lực tiêu thụ nhiều nhiên liệu hơn máy bay động cơ piston, lớp Forrestal cũng có trữ lượng nhiên liệu máy bay lớn hơn nhiều những tàu sân bay hiện có, với 750.000 galông Mỹ (2.800.000 l) xăng máy bay và 789.000 galông Mỹ (2.990.000 l) nhiên liệu phản lực; hơn gấp đôi so với lớp Midway.
Independence được chế tạo với một sàn đáp chéo góc cùng bốn máy phóng hơi nước C-7, gồm hai ở phía mũi và hai trên sàn đáp chéo. Nó cũng được trang bị radar dò tìm không trung tầm xa AN/SPS-37 và radar đo độ cao AN/SPS-8B. Vũ khí phòng thủ bao gồm tám pháo 5 in (130 mm)/54 caliber Mark 42 đặt trên các bệ nhô bên mạn tàu bên dưới sàn đáp để không ảnh hưởng đến hoạt động không lực.  Phi đoàn phối thuộc ban đầu cho lớp Forrestal có khoảng 90, cho dù thành phần cụ thể thay đổi theo từng phi đoàn và nhiệm vụ.
Hợp đồng chế tạo Independence, chiếc thứ tư cũng là chiếc cuối cùng của lớp Forrestal, được trao cho Xưởng hải quân Brooklyn vào ngày 2 tháng 7 năm 1954, và con tàu được đặt lườn vào ngày 1 tháng 7 năm 1955. Nó được hạ thủy vào ngày 6 tháng 6 năm 1958, được đỡ đầu bởi bà Thomas S. Gates, phu nhân Bộ trưởng Hải quân; và nhập biên chế vào ngày 10 tháng 1 năm 1959 dưới quyền chỉ huy của Hạm trưởng, Đại tá Hải quân R. Y. McElroy.

## Lịch sử hoạt động

### Thử nghiệm và huấn luyện

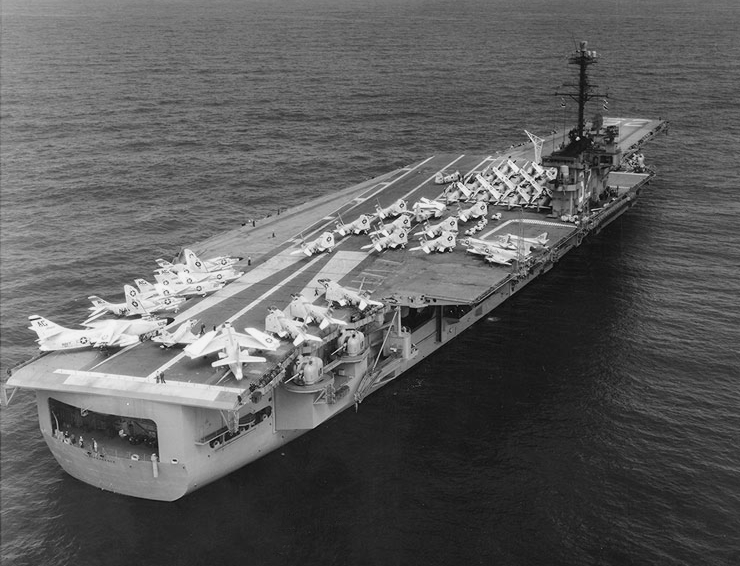
Independence trong chuyến đi chạy thử máy, 1959

Independence tiến hành chạy thử máy huấn luyện, với việc hạ cánh lần đầu tiên trên sàn đáp bởi một máy bay giao nhận tàu sân bay Grumman C-1 Trader tiến hành vào ngày 2 tháng 3, 1959 Nó đi đến cảng nhà mới tại Norfolk, Virginia vào ngày 30 tháng 6, 1959, rồi thực hiện chuyến đi huấn luyện trong mười tuần lễ tại vùng biển Caribe. Trong chuyến đi chạy thử máy này, đang khi tiến hành những thử nghiệm tính tương thích trên tàu sân bay, một máy bay phản lực Douglas A3D Skywarrior đã được Independence phóng lên thành công với tổng trọng lượng 84.000 pound (38.000 kg), trở thành máy bay có trọng lượng nặng nhất từng cất cánh từ tàu sân bay vào lúc đó.

### 1960 - 1964

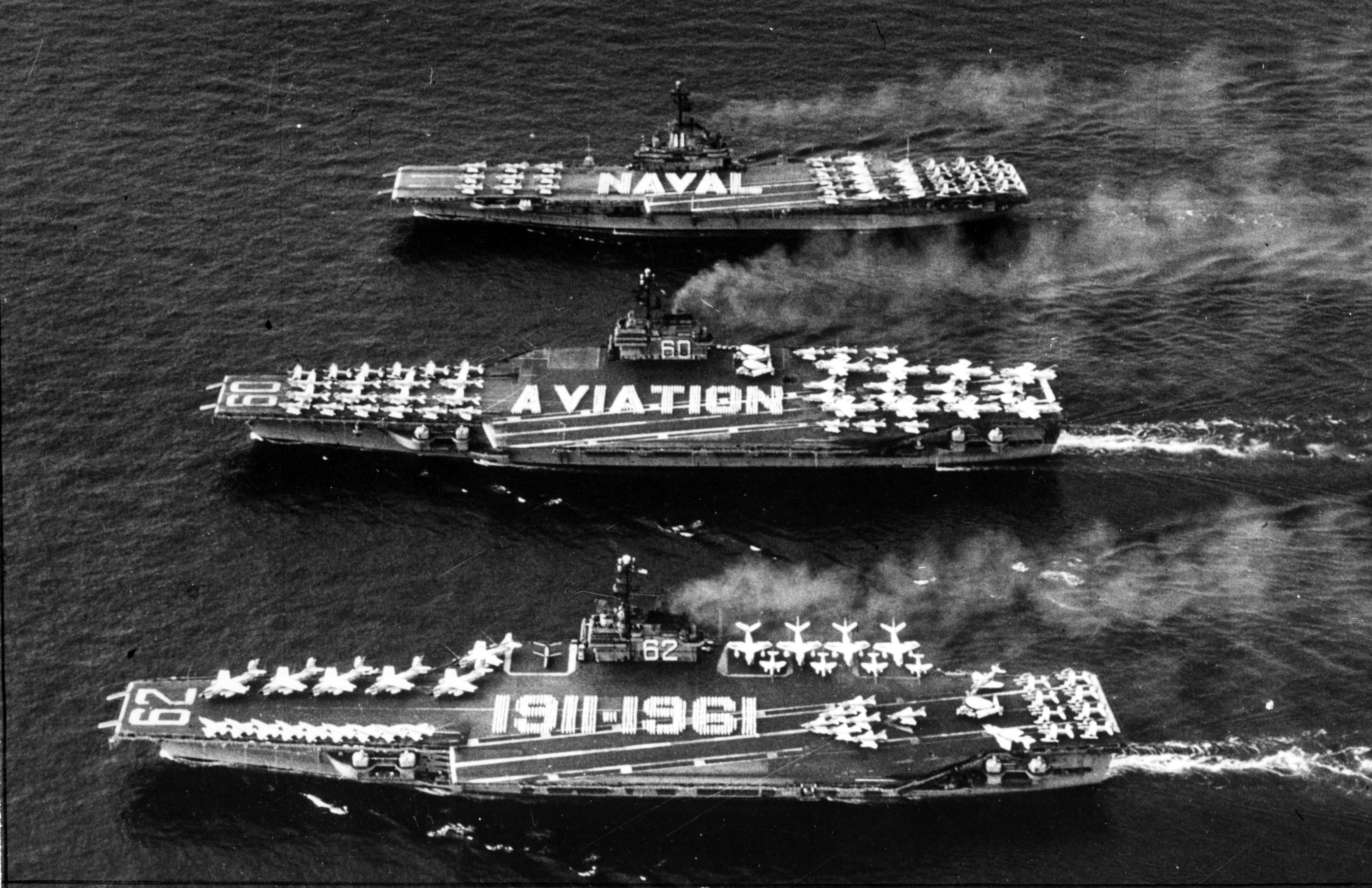
Independence (phía trước) cùng các tàu chị em và, năm 1961, nhân kỷ niệm 50 năm ngành hàng không hải quân Hoa Kỳ

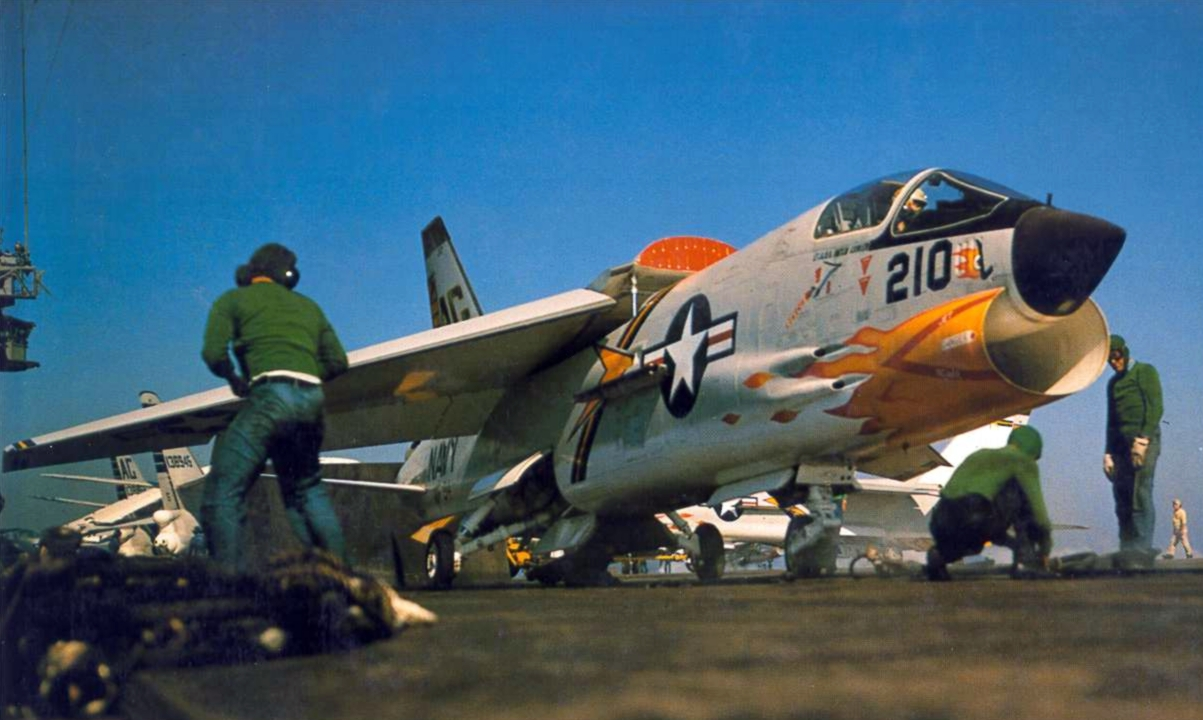
Một chiếc Vought F-8C Crusader thuộc Liên đội VF-84, sẵn sàng để được phóng từ Independence, trong lượt hoạt động tại Địa Trung Hải 1963-1964

Independence hoạt động thực hành huấn luyện ngoài khơi Virginia Capes trong một năm tiếp theo, trước khi khởi hành vào ngày 4 tháng 8, 1960 cho chuyến đi đầu tiên sang Địa Trung Hải. Nó hoạt động cùng Đệ lục Hạm đội tại khu vực Đông Địa Trung Hải, trong những nỗ lực duy trì hòa bình tại một khu vực tiềm ẩn những mâu thuẫn và xung đột, cho đến khi quay trở về Norfolk vào ngày 3 tháng 3, 1961. Đến ngày 4 tháng 8, nó lại lên được đi sang Địa Trung Hải cho một lượt phục vụ khác cùng Đệ lục Hạm đội, rồi quay trở về Norfolk vào ngày 19 tháng 12.
Independence lên đường vào ngày 19 tháng 4, 1962 cho lượt phục vụ thứ ba cùng Đệ lục Hạm đội tại Địa Trung Hải, vào lúc tình hình căng thẳng do Tổng thống John F. Kennedy tái khẳng định quyền kiểm soát của Hoa Kỳ, Anh và Pháp trên phần lãnh thổ Tây Berlin trước áp lực của Liên Xô. Nó quay trở về Norfolk vào ngày 27 tháng 8, và lên đường đi vùng biển Caribe vào ngày 11 tháng 10 để thực tập. Khi Tổng thống Kennedy ra lệnh phong tỏa Cuba vào ngày 24 tháng 10 do vụ Khủng hoảng tên lửa Cuba, chiếc tàu sân bay đã đi đến ngoài khơi Puerto Rico và đóng vai trò quan trọng trong việc gây áp lực, buộc Liên Xô phải rút bỏ những tên lửa đạn đạo tầm trung mang đầu đạn hạt nhân khỏi hòn đảo Trung Mỹ này. Sau khi hoàn thành nhiệm vụ, nó quay trở về Norfolk vào ngày 25 tháng 11, tiếp tục thực tập huấn luyện trước khi được đại tu tại Xưởng hải quân Norfolk, rồi tiến hành huấn luyện ôn tập tại vịnh Guantánamo, Cuba.
Rời Norfolk vào ngày 6 tháng 8, 1963, Independence vượt Đại Tây Dương để tham gia cuộc tập trận phối hợp trong khu vực vịnh Biscay cùng các đơn vị không-hải lực của Anh và Pháp, rồi tiến vào Địa Trung Hải vào ngày 21 tháng 8 để tiếp tục phục vụ cùng Đệ lục Hạm đội. Tại đây con tàu đã tham gia cuộc tập trận phối hợp giữa các nước thành viên Khối NATO, bao gồm các hoạt động hỗ trợ trên không cho lực lượng nhảy dù Thổ Nhĩ Kỳ, trinh sát, liên lạc và hỗ trợ tấn công tiếp vận đối phương. Tổng thống Makarios III của đảo quốc Cyprus đã viếng thăm con tàu vào ngày 7 tháng 10, 1963, rồi sau đó nó tham gia cuộc tập trận song phương giữa Hoa Kỳ và Ý trong vùng biển Adriatic với các tàu phóng lôi Ý, và tập trận song phương với Pháp khi máy bay của nó "đối đầu" với máy bay Không quân Pháp và một hoạt động trên biển với tàu tuần dương Pháp Colbert (C611). Sau khi hoàn thành mọi nhiệm vụ, nó quay trở về Norfolk vào ngày 4 tháng 3, 1964.
Sau những đợt thực hành huấn luyện dọc theo vùng bờ Đông, trải rộng từ New York cho đến Mayport, Florida ở phía Nam, Independence khởi hành từ Norfolk vào ngày 8 tháng 9, 1964 để tham gia cuộc Tập trận Teamwork của Khối NATO tại vùng biển Na Uy và ngoài khơi bờ biển nước Pháp, trước khi đi đến Gibraltar. Nó quay trở về Norfolk vào ngày 5 tháng 11, 1964, và đi vào Xưởng hải quân Norfolk để đại tu.

### 1965 - 1970
Vào ngày 10 tháng 5, 1965, Independence khởi hành cho một lượt phục vụ kéo dài bảy tháng tại khu vực Tây Thái Bình Dương, bao gồm hơn 100 ngày hoạt động trong biển Đông ngoài khơi bờ biển Việt Nam, là chiếc tàu sân bay đầu tiên của Hạm đội Đại Tây Dương làm nhiệm này; nó cũng là chiếc tàu sân bay thứ năm của Hải quân Hoa Kỳ hoạt động ngoài khơi Việt Nam. Do thành tích phục vụ tại đây từ ngày 5 tháng 6 đến ngày 21 tháng 11, chiếc tàu sân bay cùng với Không đoàn Tàu sân bay 7 phối thuộc được tặng thưởng danh hiệu Đơn vị Tưởng thưởng Hải quân.
Các liên đội không quân của Independence đã tham gia một loạt các đợt không kích phối hợp nhằm đánh phá các tuyến đường tiếp liệu trọng yếu của đối phương ở phía Bắc khu vực Hà Nội-Hải Phòng, cũng như những vị trí đặt tên lửa đất đối không S-75 Dvina (SAM II) tại khu vực này. Chiếc tàu sân bay đã tung ra hơn 7000 phi vụ tấn công xuống miền Bắc Việt Nam trong thời gian này.

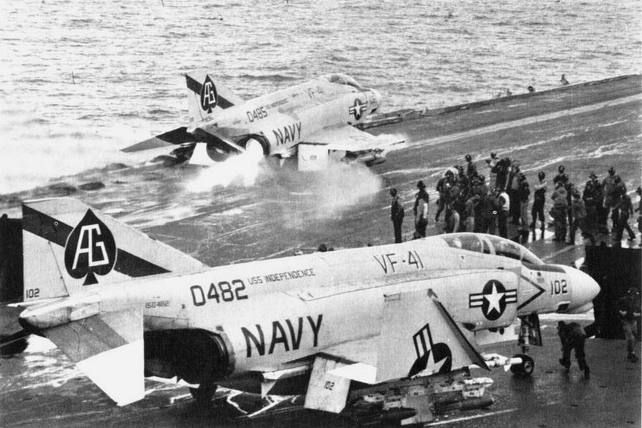
F-4B Phantom II thuộc Liên đội VF-41 được phóng từ Independence trong lượt bố trí tại Việt Nam 1965

Independence quay trở về cảng nhà Norfolk vào ngày 13 tháng 12. Trong nữa đầu năm 1966 nó hoạt động ngoài khơi Norfolk, được tiếp liệu và huấn luyện các liên đội không quân, và tham gia cuộc Tập trận Strikex vào ngày 4 tháng 5. Nó rời Norfolk vào ngày 13 tháng 6 để phục vụ cùng Đệ lục Hạm đội tại Địa Trung Hải, tham gia các cuộc tập trận cùng hạm đội và với Khối NATO từ tháng 7 đến tháng 12, rồi quay trở về Hoa Kỳ vào đầu năm 1967. Sau một giai đoạn hoạt động tại chỗ từ Norfolk, con tàu được đại tu tại Xưởng hải quân Norfolk. Thời gian lưu lại trong ụ tàu để đại tu bị ngắt quãng khi Independence phải rời ụ tàu sớm, nhường chỗ cho chiếc tàu sân bay chị em Forrestal (CVA-59) bị hư hại sau khi mắc tai nạn hỏa hoạn vào ngày 19 tháng 9, 1967.
Independence lên đường đi sang Địa Trung Hải vào ngày 30 tháng 4, 1968 cho một lượt hoạt động kéo dài chín tháng tại Địa Trung Hải; nó quay trở về Norfolk, Virginia vào ngày 27 tháng 1, 1969. Đến ngày 3 tháng 9, 1969 nó lại khởi hành từ Norfolk cho một cuộc tập trận trong Khối NATO tại khu vực Bắc Đại Tây Dương, nơi nó tham gia thử nghiệm hoạt động của kiểu máy bay cất hạ cánh thẳng đứng và đường băng ngắn Hawker Siddeley Harrier trên tàu sân bay. Quay trở về cảng nhà vào ngày 9 tháng 10, chiếc tàu sân bay lại được biệt phái sang Địa Trung Hải một lần nữa từ ngày 23 tháng 6, 1970 đến ngày 31 tháng 1, 1971, nơi nó được phái đến khu vực Đông Địa Trung Hải vào lúc xảy ra những cuộc xung đột với Tổ chức Giải phóng Palestine (PLO) tại Jordan.

### Thập niên 1970

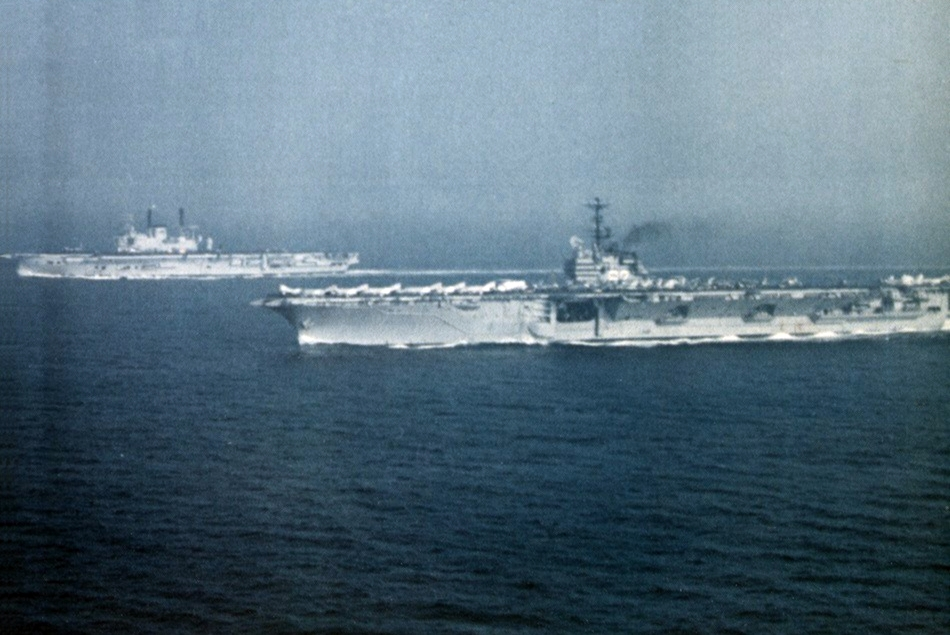
Independence (phía trước) hoạt động phối hợp cùng tàu sân bay của Hải quân Anh tại Bắc Đại Tây Dương, 1971

Tin tức nhận được vào ngày 25 tháng 9, 1970 về việc Gamal Abdel Nasser, Tổng thống Cộng hòa Ả Rập Thống nhất (Ai Cập) từ trần đã gieo mối lo ngại rằng tình hình tại Trung Đông sẽ rơi vào bất ổn và khủng hoảng. Vì vậy Independence đã cùng với John F. Kennedy (CV-67), Saratoga (CV-60) và bảy tàu chiến khác được huy động trực chiến, và sẵn sàng để hoạt động hỗ trợ cho việc di tản công dân Hoa Kỳ nếu cần thiết, cũng như đối phó với sự hiện diện của Hải quân Liên Xô tại Địa Trung Hải.
Phi công Thủy quân Lục chiến thuộc các phi đội cường kích VMA-142, VMA-131 và VMA-133 bắt đầu huấn luyện chuẩn nhận hạ cánh trên tàu sân bay với kiểu máy bay cường kích A-4 Skyhawk trên Independence từ ngày 3 tháng 8, 1971. Trong ba ngày tiếp theo, bốn phi công hiện dịch và 20 phi công trừ bị đã hoạt động trên chiếc tàu sân bay, lần đầu tiên một phi đội Thủy quân Lục chiến Trừ bị được chuẩn nhận để phục vụ trên tàu sân bay.

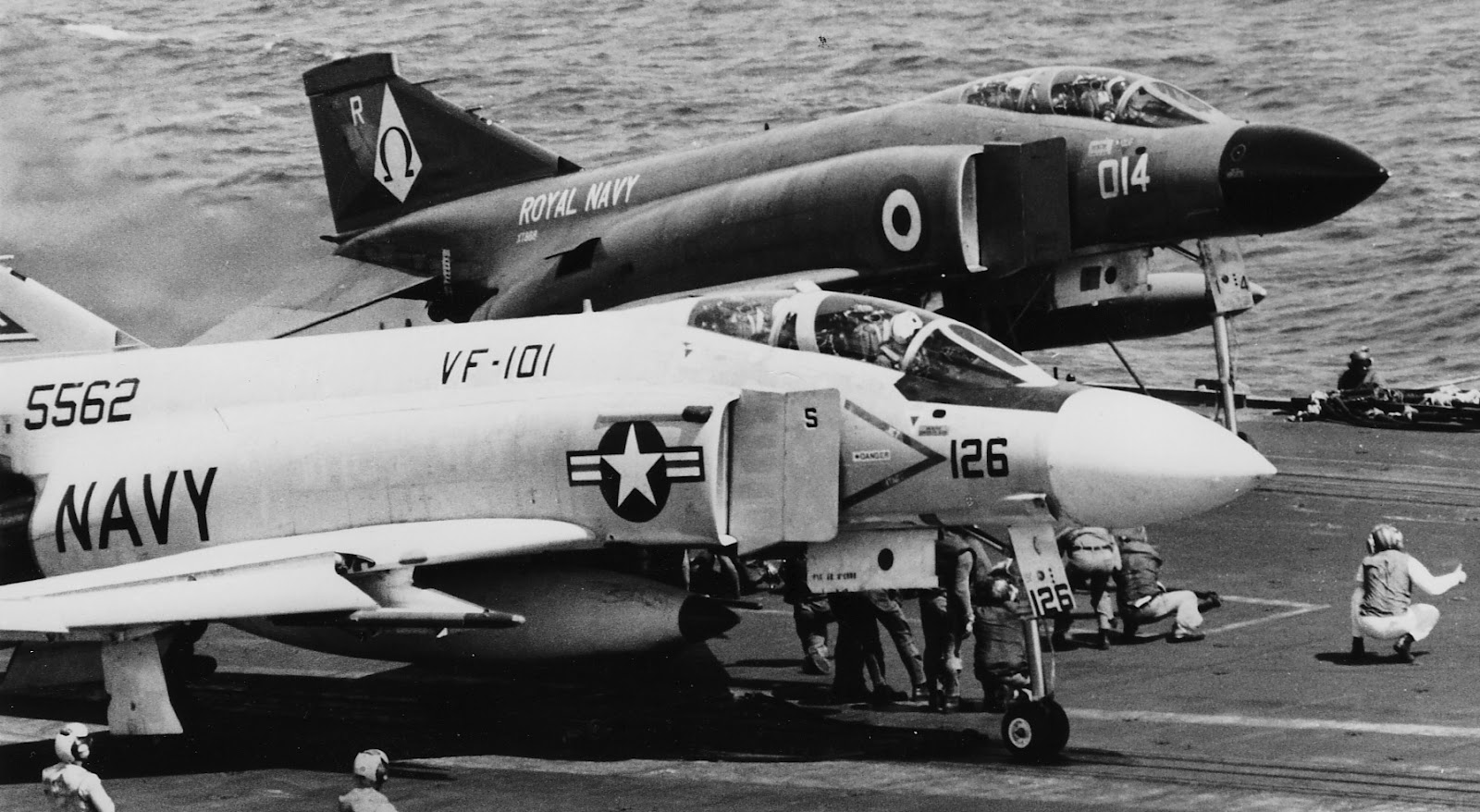
Một chiếc F-4J Phantom II thuộc Liên đội VF-101 bên cạnh một chiếc F-4K của Liên đội Không lực 892 Hải quân Anh đang chờ đợi để được phóng lên từ Independence

Independence khởi hành từ Norfolk vào tháng 9, 1971 để đi sang vùng biển Bắc Âu, băng qua vòng Bắc Cực vào ngày 28 tháng 9, và hoạt động tại khu vực Bắc Hải. Trong chuyến đi này nó đã hoạt động thực hành hoán chuyển máy bay cùng tàu sân bay Hải quân Anh HMS Ark Royal (R09), rồi băng qua eo biển Manche để chuyển sang eo biển Gibraltar và phục vụ tại Địa Trung Hải sau đó.
Vào tháng 5, 1973, Tổng thống Richard M. Nixon phát biển bài diễn văn hàng năm nhân Ngày Lực lượng Vũ trang từ sàn đáp của Independence. Trong khi đặt cảng nhà tại Norfolk, con tàu đã có những lượt biệt phái sang Địa Trung Hải và Ấn Độ Dương. Từ ngày 8 đến ngày 13 tháng 10, 1973, Independence thuộc Đội đặc nhiệm 60.1, Franklin D. Roosevelt (CV-42) thuộc Đội đặc nhiệm 60.2, và tàu tấn công đổ bộ Guadalcanal (LPH-7) thuộc Lực lượng Đặc nhiệm 61 đã được báo động để sẵn sàng làm nhiệm vụ di tản công dân Hoa Kỳ tại Trung Đông sau khi nổ ra cuộc Chiến tranh Yom Kippur. Independence đã hoạt động tại khu vực đảo Crete.
Sang mùa Hè năm 1974, Independencelại khởi hành từ Norfolk cho một lượt phục vụ khác tại Địa Trung Hải, phục vụ cùng Đội đặc nhiệm 60.1 và Không đoàn Tàu sân bay CVW-7. Thay phiên cho Franklin D. Roosevelt, Independence và Saratoga tiếp nối thông lệ tuần tra tại khu vực Địa Trung Hải, trong khi bị máy bay và tàu chiến Xô-viết theo dõi. Vào ngày 8 tháng 9, con tàu chứng kiến một hình thức mới của khủng bố, khi một quả bom kích nổ trong khoang hành lý của máy bay Boeing 707 thuộc Chuyến bay TWA 841, khiến nó rơi xuống biển Ionia và toàn bộ 88 người trên máy bay thiệt mạng. Đi đến địa điểm rơi máy bay, Independence và các tàu khác trải qua hai ngày thu thập thi thể của hành khách và thành viên đội bay.
Vào ngày 20 tháng 6, 1979, Đại úy Hải quân Donna L. Spruill trở thành nữ phi công hải quân đầu tiên được chuẩn nhận hạ cánh máy bay cánh cố định trên tàu sân bay. Đại úy Spruill đã hạ cánh một chiếc máy bay vận tải C-1A Trader bên trên Independence.

### Thập niên 1980

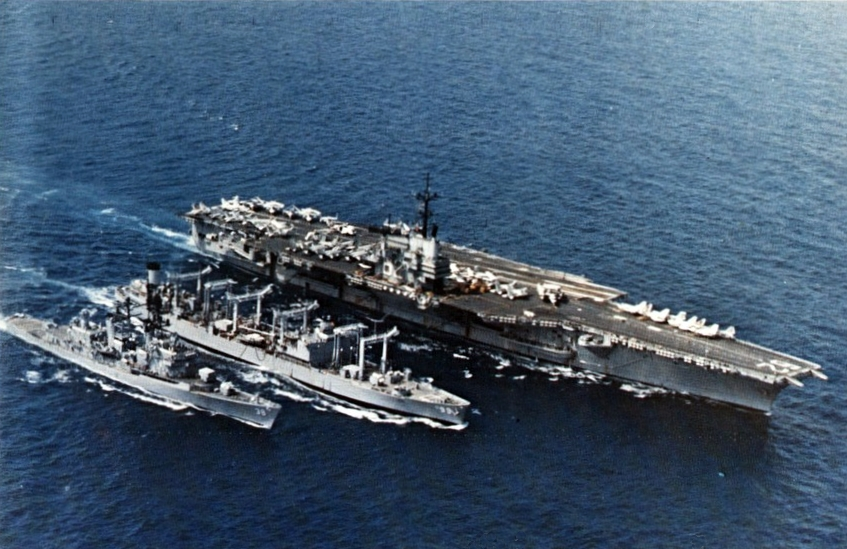
Independence và tàu khu trục đang được tàu chở dầu tiếp nhiên liệu trên đường đi, khoảng năm 1981

Đầu năm 1980, Independence đã tiến hành một lượt hoạt động kéo dài đến 204 ngày, dự định sẽ đi đến Singapore nhưng lại đổi hướng sang vùng vịnh Ba Tư hỗ trợ cho tàu sân bay Nimitz (CVN-68) sau khi xảy ra vụ Khủng hoảng con tin Iran. Nó cùng với Không đoàn tàu sân bay CVW-7 phối thuộc được bố trí sang Ấn Độ Dương vào ngày 19 tháng 11, 1980, phối hợp cùng tàu tuần dương Harry E. Yarnell (CG-17), và đã cùng tàu sân bay Ranger (CV-61) thường trực tại Trạm Gonzo cho đến khi Tổng thống Ronald Reagan nhậm chức và những con tin Hoa Kỳ bị giam giữ được Iran phóng thích. Sau đó con tàu viếng thăm Perth và Fremantle, Australia từ ngày 2 đến ngày 7 tháng 2, 1981 và ghé qua Rota, Tây Ban Nha trước khi về đến Norfolk vào ngày 10 tháng 6.
Vào năm 1982, Independence đã hoạt động hỗ trợ cho hoạt động gìn giữ hòa bình của lực lượng đa quốc gia tại Liban sau cuộc Chiến tranh Liban 1982. Vào ngày 25 tháng 6, một cuộc biểu dương lực lượng hải quân lớn nhất trong thời bình tại Địa Trung Hải đã diễn ra, khi các đội đặc nhiệm của Forrestal và Independence đã phối hợp cùng nhóm của các tàu sân bay Dwight D. Eisenhower (CVN-69) và John F. Kennedy. Sau khi phối hợp tuần tra trong nhiều ngày tại khu vực Đông Địa Trung Hải, Forrestal và Independence đã thay phiên cho Dwight D. Eisenhower và John F. Kennedy, để những chiếc sau quay trở về Norfolk sau một thời gian dài hoạt động.

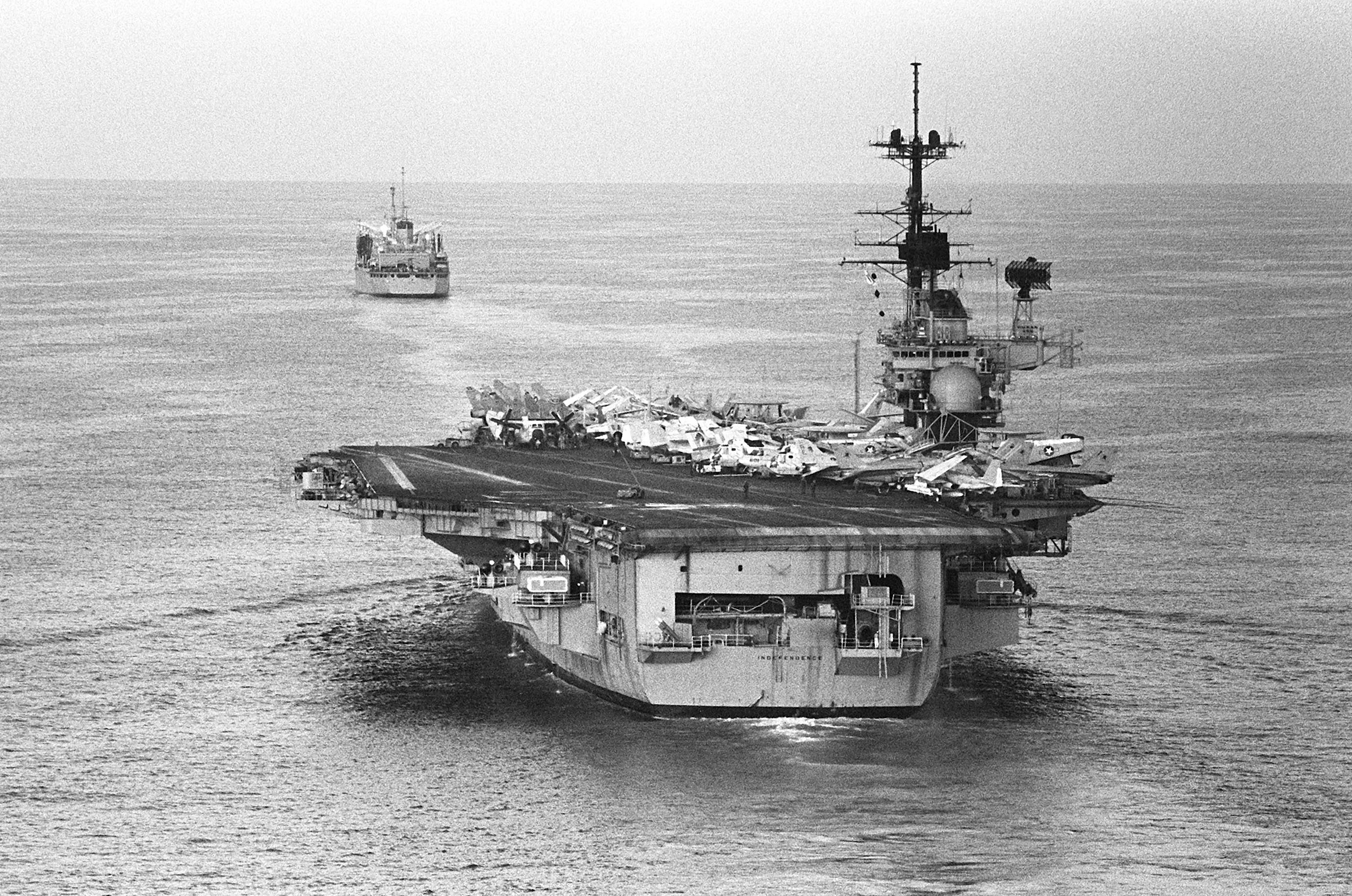
Independence đang hoạt động ngoài khơi Lebanon, 1982.

Vào cuối tháng 10, 1983, Đội đặc nhiệm của Independence (Đội tàu sân bay 4) hoạt động cùng Đệ Nhị hạm đội trở thành hạt nhân của Đội đặc nhiệm 20.5 và được điều động hỗ trợ cho cuộc Xâm chiếm Grenada (chiến dịch Urgent Fury). Vào ngày 25 tháng 10, máy bay của nó đã thực hiện những phi vụ hỗ trợ cho cuộc đổ bộ. Sau khi quay trở về, chiếc tàu sân bay tiếp tục không kích các mục tiêu tại Syria.
Independence đi đến Xưởng hải quân Philadelphia vào ngày 17 tháng 2, 1985, nơi nó được đại tu và hiện đại hóa trong khuôn khổ Chương trình Kéo dài Tuổi thọ Phục vụ (SLEP: Service Life Extension Program), giúp con tàu có thể hoạt động thêm khoảng 15 năm. Sàn đáp được cải tiến để cho phép hạ cánh những thế hệ máy bay phản lực mới trong khi con tàu di chuyển ở tốc độ chậm, và nâng cấp vũ khí phòng không với tên lửa RIM-7 Sea Sparrow; những nâng cấp khác đã cải thiện hiệu suất tiêu thụ nhiên liệu của con tàu. Công việc hoàn tất vào tháng 6, 1988, và chiếc tàu sân bay khởi hành từ Norfolk vào ngày 15 tháng 8, đi vòng qua mũi Horn để chuyển sang cảng nhà mới bên vùng bờ Tây, đi đến San Diego, California vào ngày 8 tháng 10.

### Thập niên 1990

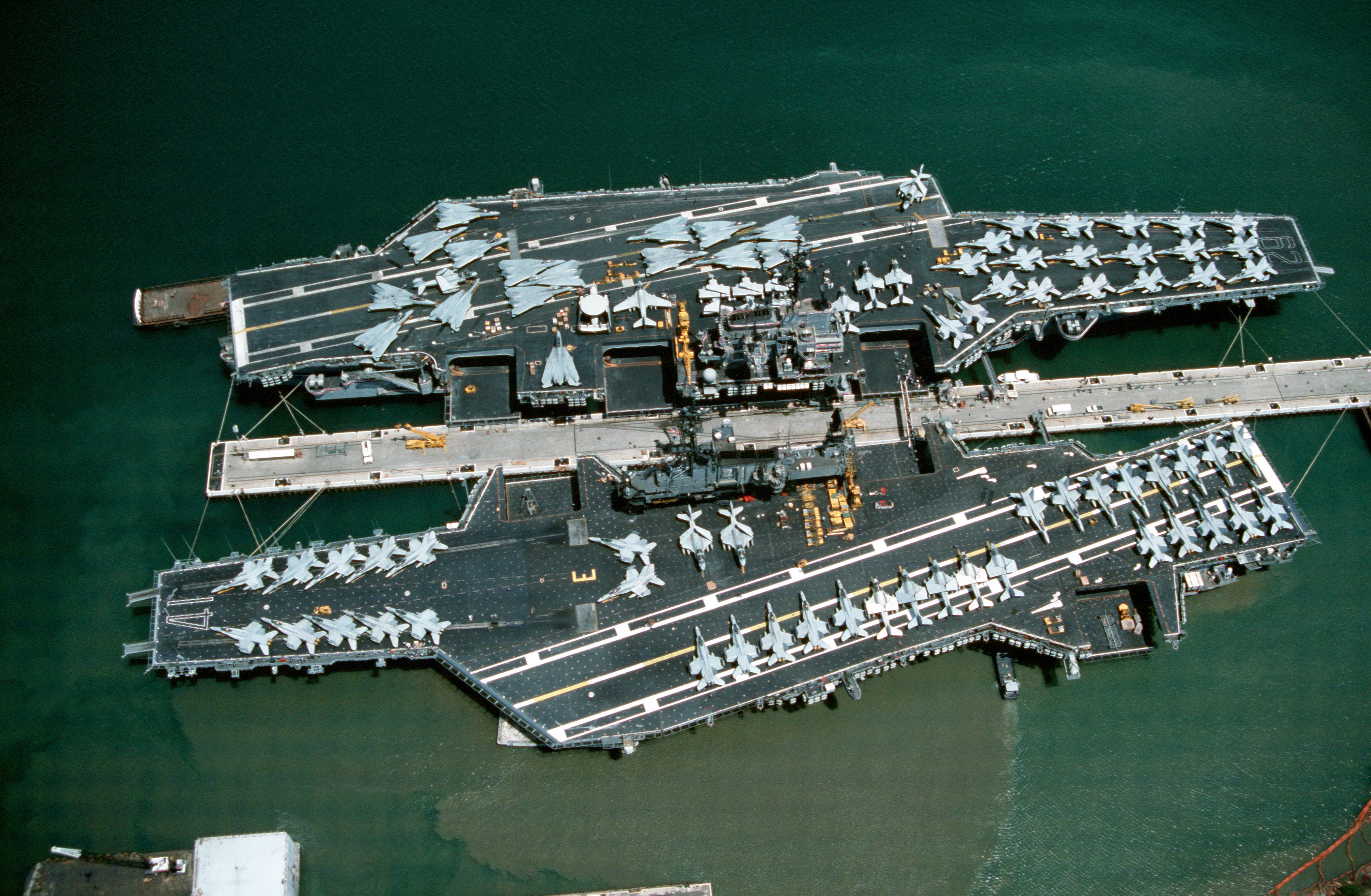
Independence (phía trên) tại Căn cứ Hải quân Trân Châu Cảng, thay phiên cho tàu sân bay trong vai trò tàu sân bay được bố trí tiền phương của Đệ Thất hạm đội.

Vào tháng 6, 1990, với Không đoàn Tàu sân bay CVW-14 phối thuộc trên tàu, Independence khởi hành từ San Diego cho một lượt phục vụ thường lệ tại khu vực Tây Thái Bình Dương. Đến ngày 2 tháng 8, phản ứng lại vụ Iraq xâm chiếm Kuwait, chiếc tàu sân bay đã dẫn đầu Đội đặc nhiệm 800.1, bao gồm tàu tuần dương Jouett (CG-29), đi sang vùng vịnh nhằm mục đích răn đe Iraq trong khuôn khổ Chiến dịch Lá chắn Sa mạc. Đi đến vịnh Oman vào ngày 5 tháng 8, nó là chiếc tàu sân bay đầu tiên tiến vào vịnh Ba Tư kể từ năm 1974, và đã ở lại khu vực này trong ngày liên tục nhằm khẳng định sự hiện diện của Hải quân Hoa Kỳ trong khu vực. Nó quay trở về San Diego vào ngày 20 tháng 12.
Independence lại chuyển cảng nhà một lần nữa vào ngày 11 tháng 9, 1991, lần này đến Yokosuka, Nhật Bản; nó được phối thuộc Không đoàn Tàu sân bay CVW-5, trở thành tàu sân bay duy nhất được bố trí thường trực tại căn cứ tiền phương, và đảm nhiệm vai trò soái hạm cho Tư lệnh Đội tàu sân bay 5. Con tàu đi đến vùng vịnh Ba Tư vào ngày 23 tháng 8, 1992 dưới quyền chỉ huy của Hạm trưởng, Đại tá Hải quân Carter B. Refo, chuẩn bị thực thi vùng cấm bay bên trên không phận Iraq về phía Nam vĩ tuyến 32. Hành động này là do phía Iraq đã không tuân thủ Nghị quyết 688 của Hội đồng Bảo an Liên Hợp Quốc, vốn yêu cầu chính phủ Iraq ngừng đàn áp cộng đồng người Shi'ite ở phía Nam Iraq. Tổng thống George H. W. Bush công bố quyết định vào ngày 26 tháng 8 về vùng cấm bay của Hoa Kỳ và đồng minh, và báo trước 24 giờ cho phía Iraq. Máy bay đồng minh sẽ bay tuần tra trinh sát khu vực phía Nam Iraq, và sẽ bắn hạ mọi máy bay Iraq vi phạm. Lệnh cấm bay về phía Nam vĩ tuyến 32 có hiệu lực từ ngày 27 tháng 8, mang tên Chiến dịch Kiểm soát miền Nam. Hai mươi máy bay thuộc Không đoàn Tàu sân bay CVW-5 trên tàu sân bay Independence tại vịnh Ba Tư là những máy bay đầu tiên tham gia trực chiến chiến dịch này, trong thành phần lực lượng liên minh.

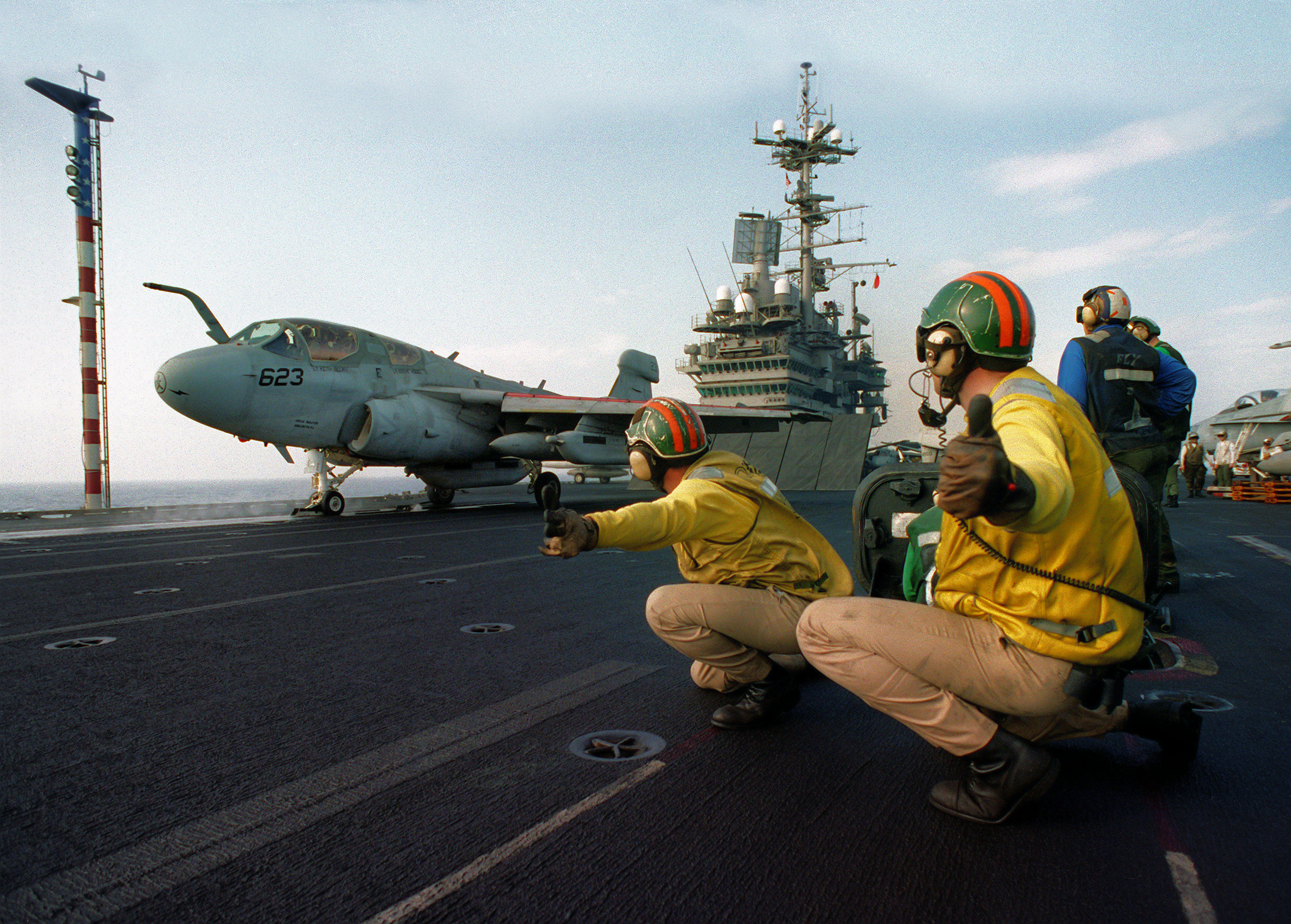
USS Independence đang hoạt động không lực ngoài khơi bờ biển Đài Loan, trong vụ Khủng hoảng eo biển Đài Loan lần 3.

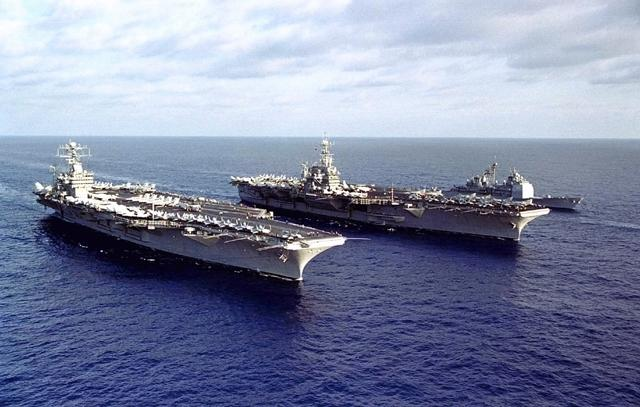
Independence (phải) đang di chuyển cùng Nimitz và ngoài khơi Nhật Bản, năm 1997

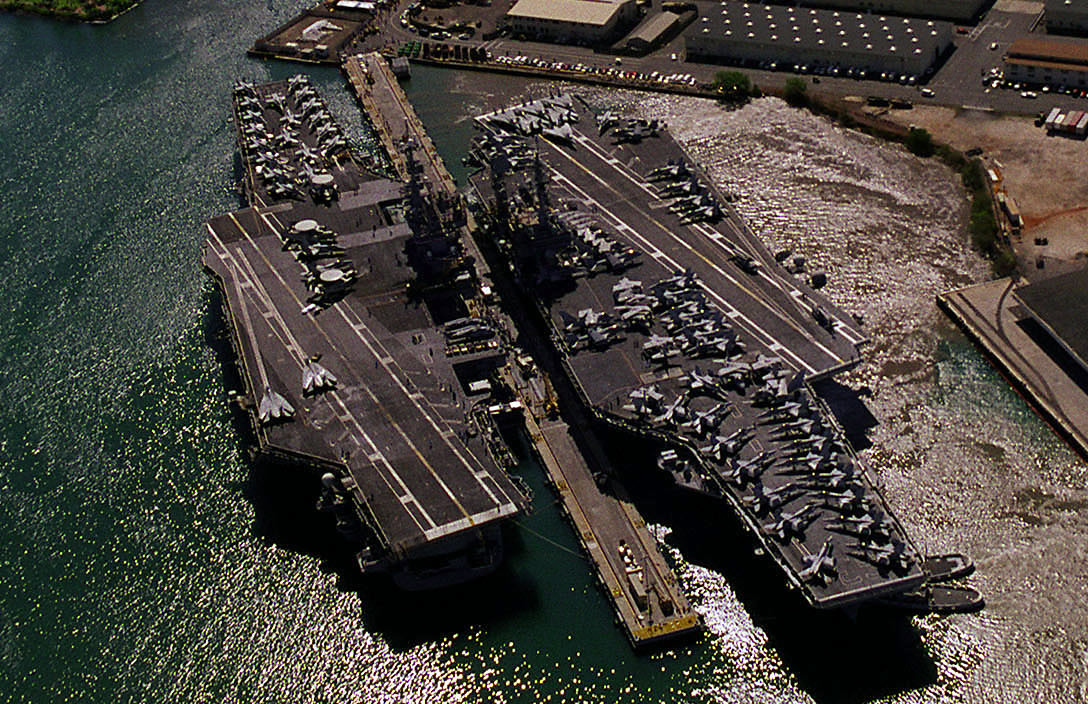
Independence (trái) tại Trân Châu Cảng, khi được chiếc thay phiên trong vai trò tàu sân bay bố trí tiền phương của Đệ Thất hạm đội

Tính đến ngày 30 tháng 6, 1995, Independence trở thành tàu chiến Hoa Kỳ trong biên chế lâu nhất của lực lượng hạm đội hiện dịch, và là chiếc tàu sân bay đầu tiên trong lịch sử đạt được điều này. Vinh dự này được thể hiện khi chiếc tàu sân bay được phép treo lá cờ chiến trận First Navy Jack thời Chiến tranh Cách mạng Hoa Kỳ, hay được gọi là cờ "Don't Tread On Me", trước mũi tàu, cho đến khi nó xuất biên chế. Lá cờ được chuyển giao cho Hạm trưởng, Đại tá Hải quân David P. Polatty III, trong một buổi lễ vào ngày 1 tháng 7; lá cờ được chuyển giao từ chiếc tàu chở đạn Mauna Kea (AE-22) sau khi nó xuất biên chế. Đến tháng 11, Independence cùng với Không đoàn Tàu sân bay CVW-5 quay trở về Nhật Bản sau khi hoàn thành lượt hoạt động thứ ba tại vùng vịnh Ba Tư nhằm hỗ trợ cho Chiến dịch Kiểm soát miền Nam.
Vào tháng 3, 1996, Independence được phái đến vùng biển phía Đông Đài Loan nhằm giúp cân bằng lực lượng để ổn định tình hình, trong lúc đang xảy ra vụ Khủng hoảng eo biển Đài Loan lần 3. Tàu sân bay Nimitz đã đi đến khu vực để hỗ trợ cho nó, khi phía Trung Cộng tiếp tục tập trận bắn tên lửa vào vùng biển lãnh hải Đài Loan. Khi quay trở về Yokosuka vào tháng 4, Tổng thống Bill Clinton đã viếng thăm con tàu trong khuôn khổ cuộc viếng thăm chính thức Nhật Bản.
Trong năm 1997, Independence thực hiện một chuyến đi kéo dài bốn tháng tại khu vực Châu Á Thái Bình Dương, tham gia các cuộc tập trận và viếng thăm nhiều cảng. Nó đã ghé đến Guam vào ngày 28 tháng 2, trở thành chiếc tàu sân bay đầu tiếng viếng thăm lãnh thổ này trong vòng 36 năm; hai tháng sau đó nó viếng thăm cảng Klang, trở thành chiếc tàu sân bay đầu tiên trên thế giới viếng thăm cảng lớn nhất của Malaysia bên bờ biển Ấn Độ Dương. Trước khi quay trở về Yokosuka, Nhật Bản, nó ghé vào Hong Kong như lần viếng thăm cảng cuối cùng của chuyến đi vào tháng 5, trở thành chiếc tàu chiến Hoa Kỳ cuối cùng viếng thăm lãnh thổ cựu thuộc địa của Anh này trước khi được trao trả cho Trung Quốc vào ngày 1 tháng 7.
Trong lượt hoạt động này, vào ngày 3 tháng 4, 1997, càng đáp bị hỏng của một máy bay F/A-18 Hornet đã gây chấn thương cho một thủy thủ trên sàn đáp; anh ta được máy bay trực thăng SH-60 Seahawk chuyển đến một bệnh viện tại Sydney, Australia để điều trị. Chiếc F-18 bị hư hại phải bay một chặng đường 220 km chỉ với một động cơ đến Căn cứ Không quân Hoàng gia Australia Williamtown tại New South Wales, Australia để sửa chữa, nơi nó phải xoay sở hạ cánh với một càng đáp đã hỏng.
Independence lại được triển khai đến vùng vịnh Ba Tư vào tháng 1, 1998 nhằm hỗ trợ cho cuộc thương lượng giữa Liên Hợp Quốc và Iraq, cũng như tham gia vào Chiến dịch Kiểm soát miền Nam, cho đến khi nó được tàu sân bay Kitty Hawk (CV-63) thay phiên tại Yokosuka. Nó được cho xuất biên chế trong một buổi lễ tại Xưởng hải quân Puget Sound ở Bremerton, Washington vào ngày 30 tháng 9, 1998. Theo truyền thống của hải quân, khi buổi lễ kết thúc, vị chỉ huy cuối cùng của Independence, Đại tá Hải quân Mark R. Milliken, là người cuối cùng rời tàu. Tính đến lúc đó, con tàu đã trong biên chế được 39 năm, 9 tháng và 20 ngày; lá cờ chiến trận First Navy Jack được chuyển giao cho Kitty Hawk, chiếc tàu chiến có thời gian trong biên chế lâu nhất tiếp theo.

## Số phận

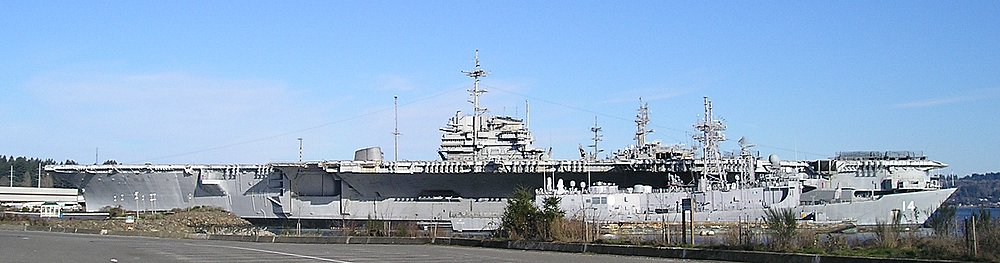
Independence đang bị bỏ không tại Xưởng hải quân Puget Sound

Sau khi xuất biên chế Independence tiếp tục bị bỏ không trong năm năm rưỡi tiếp theo trước khi bị rút tên khỏi danh sách Đăng bạ Hải quân vào ngày 8 tháng 3, 2004. Trong giai đoạn này con tàu bị tháo dỡ nhiều linh kiện phụ tùng để hỗ trợ cho các tàu sân bay vẫn còn đang hoạt động, đặc biệt là những chiếc thuộc lớp Kitty Hawk. Mỏ neo bên mạn trái và cả hai sợi dây neo được sử dụng cho chiếc tàu sân bay mới USS George H.W. Bush thuộc lớp Nimitz. Việc tái sử dụng phụ tùng cũng như tình trạng vật chất của con tàu đã xuống cấp vào lúc ngừng hoạt động đã gây ra phản đối mạnh mẽ việc giữ lại Independence như một tàu bảo tàng. Đến tháng 4, 2004, hải quân đưa nó vào danh sách 24 tàu chiến đã loại biên có thể đánh chìm để tạo thành các dãi san hô nhân tạo; tuy nhiên đến tháng 2, 2008 nó lại được xếp lịch để được tháo dỡ trong vòng năm năm tiếp theo, cùng với USS Constellation.

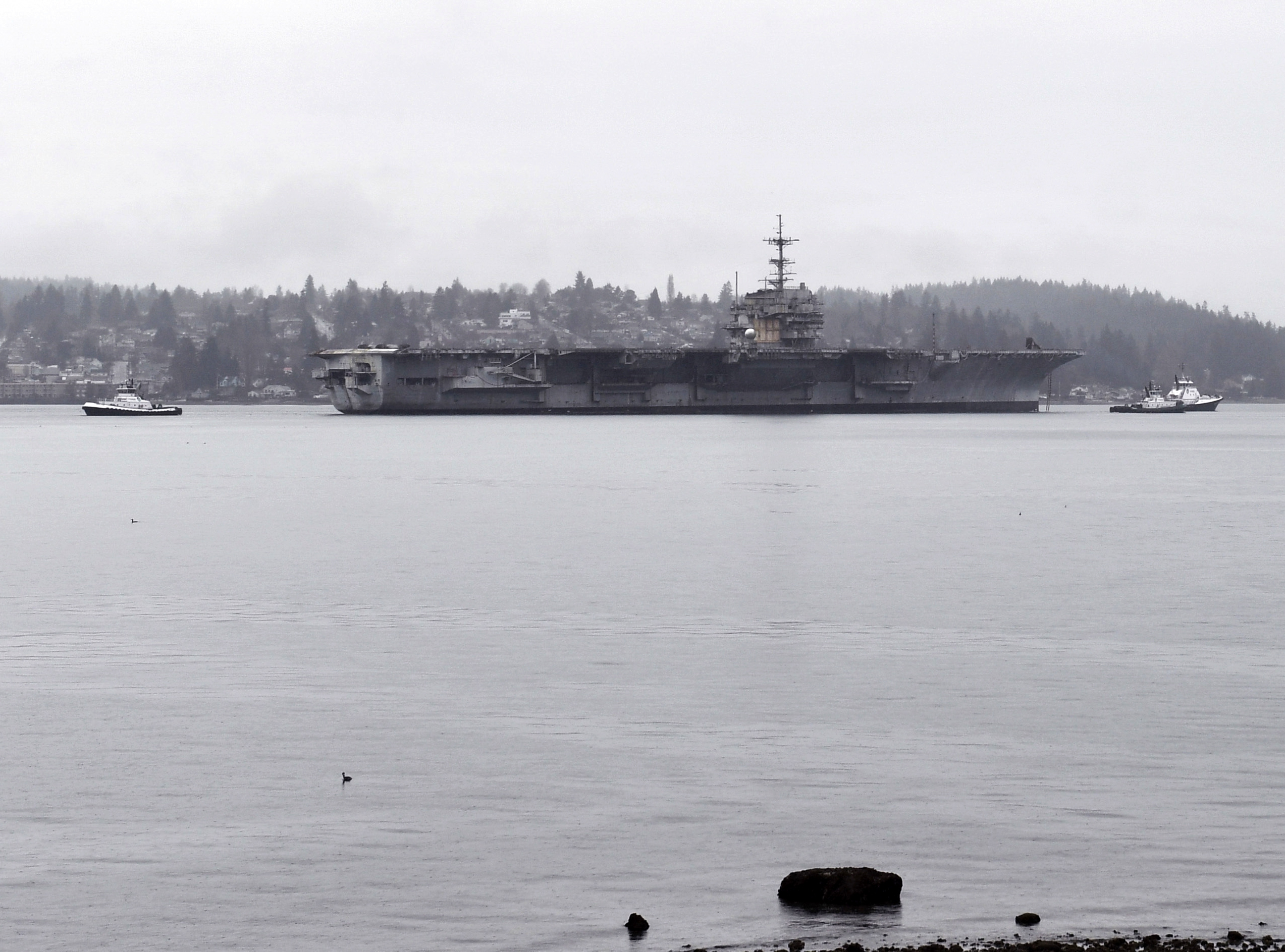
Independence đang được kéo đến xưởng tháo dỡ, ngày 11 tháng 3, 2017.

Vào ngày 26 tháng 1, 2012, Hải quân có thông báo về việc sẽ tháo dỡ hoàn toàn tại Hoa Kỳ nhiều tàu sân bay trong loạt CV-59/CV-63, bao gồm Forrestal, Independence và Constellation.
Sau khi đã tháo dỡ Ranger và Constellation, vào ngày 10 tháng 3, 2017 Independence bắt đầu một hành trình dài 16.000 dặm từ Xưởng hải quân Puget Sound đến Brownsville, Texas để được tháo dỡ bởi hãng International Shipbreaking Limited. Nó bắt đầu băng qua eo biển Magellan vào ngày 26 tháng 4, 2017, và đi đến Brownsville vào ngày 30 tháng 5, nơi một buổi lễ đặc biệt được tổ chức tại công viên Isla Blanca Park dành cho các cựu chiến binh, học sinh và những thành viên cộng đồng địa phương có dịp vinh danh con tàu.

## Phần thưởng
| Bronze star · Bronze star · Bronze star               |                           |                           |
|                                                       | Bronze star · Bronze star | Bronze star               |
| Bronze star · Bronze star · Bronze star · Bronze star | Bronze star               | Bronze star · Bronze star |
|                                                       |                           |                           |

| Đơn vị Tuyên Dương Hải quân với 3 Ngôi sao Chiến trận               | Đơn vị Tuyên Dương Hải quân với 3 Ngôi sao Chiến trận     | Đơn vị Tuyên dương Anh dũng                               | Đơn vị Tuyên dương Anh dũng                                     |
| Dãi băng Hiệu quả Hải quân với 2 lượt tặng thưởng                   | Huân chương Viễn chinh Hải quân với 2 Ngôi sao Chiến trận | Huân chương Viễn chinh Hải quân với 2 Ngôi sao Chiến trận | Huân chương Phục vụ Phòng vệ Quốc gia với 1 Ngôi sao Chiến trận |
| Huân chương Viễn chinh Lực lượng Vũ trang với 4 Ngôi sao Chiến trận | Huân chương Phục vụ Việt Nam với 1 Ngôi sao Chiến trận    | Huân chương Phục vụ Việt Nam với 1 Ngôi sao Chiến trận    | Huân chương Phục vụ Tây Nam Á với 2 Ngôi sao Chiến trận         |
| Huân chương Anh Dũng Bội Tinh (Việt Nam Cộng Hòa)                   | Huân chương Chiến dịch Bội tinh (Việt Nam Cộng Hòa)       | Huân chương Chiến dịch Bội tinh (Việt Nam Cộng Hòa)       | Huân chương Giải phóng Kuwait (Kuwait)                          |